# Ястремски, Майк
Майкл Эндрю Ястремски (англ. Michael Andrew Yastrzemski; род. 23 августа 1990, Андовер, Массачусетс) — американский бейсболист, аутфилдер клуба Главной лиги бейсбола «Сан-Франциско Джайентс». Внук члена Зала славы профессионального бейсбола Карла Ястремски.

## Биография
Майк Ястремски родился 23 августа 1990 года в Андовере. Его отец Майкл играл в системе клуба «Чикаго Уайт Сокс», но не сумел подняться выше уровня ААА-лиги, а дед Карл был звездой «Бостон Ред Сокс». Майк окончил старшую школу в Дэнверсе в 2009 году и был выбран в 36 раунде драфта Главной лиги бейсбола «Бостоном». Он не стал подписывать контракт и продолжил обучение в университете Вандербильта, где ему дали спортивную стипендию. В 2012 году, после третьего года обучения, Ястремски был задрафтован «Сиэтлом», но снова не стал подписывать контракт и остался в университете. В 2013 году его в четырнадцатом раунде выбрали «Балтимор Ориолс».
Профессиональную карьеру Ястремски начал в 2013 году в «Абердин Айронбердз». По ходу сезона 2014 года он играл в составах «Делмарва Шорбердз», «Фредерик Киз» и «Боуи Бэйсокс». За три команды Майк провёл 43 матча, в которых отбивал с показателем 25,0 %. Год он закончил в Аризонской осенней лиге. Сезон 2015 года Ястремски провёл в «Боуи», отбивая с показателем 24,6 %. На старте чемпионата 2016 года он сыграл в 33 матчах в «Бэйсокс», после чего был переведён в ААА-лигу в «Норфолк Тайдс». В лиге уровнем выше его показатель отбивания составил только 22,1 %, а показатель полученных страйкаутов вырос до 25,5 %. Перед началом сезона 2017 года Майк перенёс несколько операций. В начале чемпионата он провёл 41 игру за «Норфолк», отбивая с показателем 22,8 %, и был переведён обратно в «Боуи». В АА-лиге Ястремски сыграл двадцать матчей, а затем снова вернулся в состав «Тайдс». Лучшим в системе «Ориолс» для него стал 2018 год. Майк провёл его в «Норфолке», отбивая с эффективностью 26,5 %. В марте 2019 года «Балтимор» обменял его в «Сан-Франциско Джайентс» на питчера Тайлера Херба.
Весной 2019 года Ястремски успешно проявил себя в «Сакраменто Ривер Кэтс» и 25 мая был переведён в основной состав «Джайентс». Он дебютировал в Главной лиге бейсбола в матче против «Аризоны». Всего он провёл 107 игр в регулярном чемпионате, отбивая с показателем 27,2 %, выбив 21 хоум-ран и став одним из лучших атакующих игроков «Джайентс».